# Abramów
Abramów è un comune rurale polacco del distretto di Lubartów, nel voivodato di Lublino.
Ricopre una superficie di 84,54 km² e nel 2023 contava 3 828 abitanti.